# Prêmio Internacional de Ficção Árabe
O Prêmio Internacional de Ficção Árabe (IPAF) (em árabe: الجائزة العالمية للرواية العربية), também conhecido como "o Booker Árabe", é considerado o prêmio literário mais prestigioso e importante do mundo árabe.
O prêmio é administrado pela Fundação Booker Prize em Londres e atualmente é financiado pelo Departamento de Cultura e Turismo de Abu Dhabi (DCT).
Anualmente, o vencedor do prêmio recebe 50 mil dólares americanos, e os seis autores pré-selecionados recebem 10 mil dólares americanos cada.